# Les Animaux rigolos
 (avril 2024).
 (avril 2024).
Les Animaux rigolos (Animal Stories) est une série d'animation britannique en 52 épisodes de 5 minutes produite par Collingwood O'Hare et diffusée entre le 4 octobre 1999 et le 17 août 2002 sur CITV.
En France, la série a été diffusée en 2001 sur France 5 dans Debout Les Zouzous avec des rediffusions sur Tiji.
Au Québec, la série a été diffusée en 1er avril 2010 sur Yoopa et TFO

## Synopsis
La narration était assurée par Jean-Claude Donda dans la version française.